# Paraonides neapolitana
Paraonides neapolitana är en ringmaskart som först beskrevs av Cerruti 1909.  Paraonides neapolitana ingår i släktet Paraonides och familjen Paraonidae. Inga underarter finns listade i Catalogue of Life.